# Abdoul Ouattara
Ne doit pas être confondu avec le footballeur burkinabé Abdoul Kader Ouattara.
Pour les articles homonymes, voir Ouattara.
Abdoul Guemissongui Ouattara, né le 22 octobre 2005 à Zoukpangbeu en Côte d'Ivoire, est un footballeur ivoirien qui évolue au poste de milieu offensif au RC Strasbourg.

## Biographie

### Jeunesse et formation
Né en Côte d’Ivoire, Abdoul Ouattara arrive en France à l’âge de dix ans. Installé avec sa famille à Niederschaeffolsheim, localité proche de Strasbourg, il commence à jouer au football au club local, le FC Niederschaeffolsheim, encouragé par son père, ancien joueur qui le suit de près. D’abord aligné comme avant-centre chez les U11, il se distingue rapidement en inscrivant plus d’une centaine de buts en quelques mois. Son talent précoce le conduit naturellement à intégrer la Racing Mutest Académie dès les U13, structure liée au RC Strasbourg.

### Carrière en club
Abdoul Ouattara intègre le groupe professionnel du RC Strasbourg dès 2021, à seize ans. Il entre dans l’histoire du club en figurant sur une feuille de match à seize ans et 135 jours, un record de précocité. Cependant, des blessures répétées ralentissent temporairement sa progression. Persévérant, il signe son premier contrat professionnel en juin 2023 pour trois saisons.
Lors de la saison 2024-2025, il devient un élément régulier de l’effectif professionnel. Son entraîneur, Liam Rosenior, lui offre ses premières minutes en Ligue 1 le 19 octobre 2024, lors d’un match face au Paris Saint-Germain. Quelques semaines plus tard, le 30 novembre 2024, il marque son premier but avec l’équipe première à Brest, sur une passe décisive de Sebastian Nanasi.

## Statistiques
| Saison                | Club                  | Championnat           | Championnat | Championnat | Championnat | Coupe(s) nationale(s) | Coupe(s) nationale(s) | Coupe(s) nationale(s) | Total | Total | Total |
| Saison                | Club                  | Division              | M.          | B.          | P.d.        | M.                    | B.                    | P.d.                  | M.    | B.    | P.d.  |
| 2021-2022             | RC Strasbourg rés.    | National 3            | 6           | 0           | 0           | -                     | -                     | -                     | 6     | 0     | 0     |
| 2022-2023             | RC Strasbourg rés.    | National 3            | 3           | 0           | 0           | -                     | -                     | -                     | 3     | 0     | 0     |
| 2023-2024             | RC Strasbourg rés.    | National 3            | 9           | 2           | 0           | -                     | -                     | -                     | 9     | 2     | 0     |
| 2024-2025             | RC Strasbourg rés.    | National 3            | 4           | 1           | 0           | -                     | -                     | -                     | 4     | 1     | 0     |
| Sous-total            | Sous-total            | Sous-total            | 22          | 3           | 0           | -                     | -                     | -                     | 22    | 3     | 0     |
| 2024-2025             | RC Strasbourg         | Ligue 1               | 17          | 1           | 1           | 2                     | 0                     | 0                     | 19    | 1     | 1     |
| Total sur la carrière | Total sur la carrière | Total sur la carrière | 39          | 4           | 1           | 2                     | 0                     | 0                     | 41    | 4     | 1     |

## Palmarès

### Distinctions individuelles
- Nommé deuxième meilleur espoir du RC Strasbourg pour la saison 2024-2025 avec 12% des votes (voté par l'Antre du Racing), remporté par Samuel Amo-Ameyaw.